# Fundación Memorial Víctimas del Comunismo
La Fundación Memorial Víctimas del Comunismo es una organización  conservadora, anticomunista,  sin ánimos de lucro en los Estados Unidos, autorizada por una ley del Congreso en 1993 con el propósito de "educar a los estadounidenses sobre la ideología, la historia y el legado del comunismo".
La organización fue responsable de construir el Monumento a las Víctimas del Comunismo en Washington D. C. y es miembro de la Plataforma de la Memoria y de la Conciencia de la Unión Europea.

## Historia
En 1991, el senador republicano Steve Symms y el representante del mismo partido Dana Rohrabacher presentaron resoluciones concurrentes en el congreso instando a la construcción de "un Monumento Internacional a las víctimas del Comunismo en un lugar apropiado dentro de los límites del Distrito de Columbia y para el nombramiento de una comisión para supervisar el diseño, la construcción y todos los demás detalles pertinentes del monumento".
En 1993, Rohrabacher y el senador Jesse Helms patrocinaron enmiendas a la Ley de amistad de 1993 que autorizó dicha construcción.  La ley fue promulgada por el presidente Bill Clinton el 17 de diciembre de 1993. La ley citó "la muerte de más de 100 000 000 de víctimas en un holocausto sin precedentes" y resolvió que "los sacrificios de estas víctimas deben ser conmemorados permanentemente para que nunca más naciones y pueblos permitan que una tiranía tan malvada aterrorice al mundo". El número de víctimas de 100 millones se toma de El libro negro del comunismo, aunque algunos académicos han criticado la cifra, diciendo que los números podrían ser mucho mayores, mientras que muchos otros académico critican la cifra, diciendo que los números podrían ser mucho menores debido a la exageración de los muertos y el criterio a seguir.

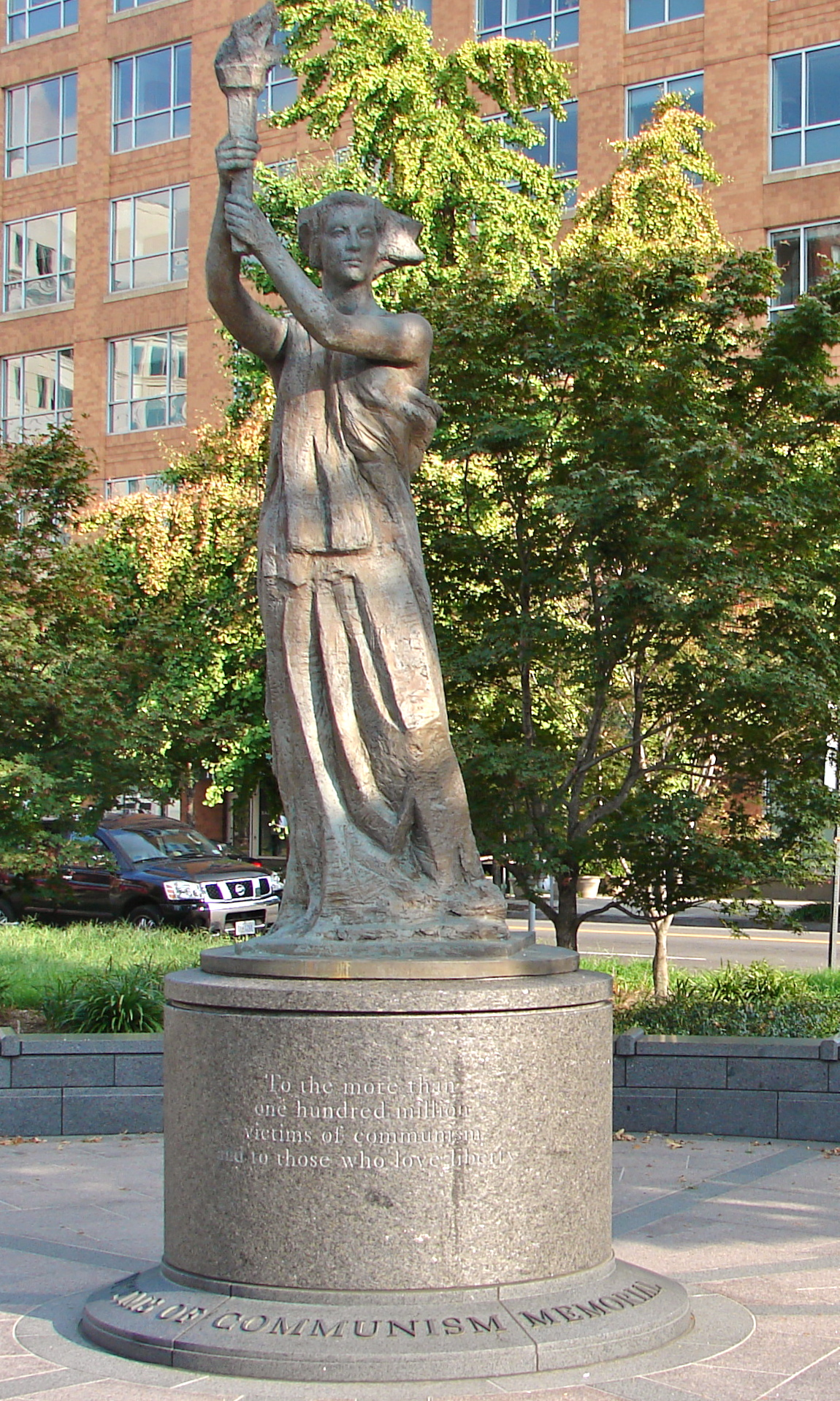
Monumento a las Víctimas del Comunismo. La estatua es una recreación de Thomas Marsh de la "Diosa de la democracia", que fue destruida en la Plaza de Tiananmén por el gobierno de la República Popular de China.

La estatua es una recreación de Thomas Marsh de la "Diosa de la Democracia", que fue destruida en Plaza de Tiananmen por el gobierno de la República Popular de China.
De acuerdo con el Título IX, Sección 905 de la Ley Pública 103-199, se establecería una organización independiente para construir, mantener y operar el Monumento a las Víctimas del Comunismo en Washington D. C., así como para recaudar las contribuciones para el establecimiento del monumento y alentar la participación de todos los grupos sufridos bajo el régimen comunista. En 2007, la fundación completó el Monumento a las Víctimas del Comunismo, que fue dedicado por presidente George W. Bush. Desde marzo de 2014, Marion Smith se desempeña como directora ejecutiva. En 2016, la Fundación publicó una lista de 51 presos de conciencia en Cuba justo antes de la visita del presidente Barack Obama y su reunión con Raúl Castro. En 2020, la fundación publicó un informe llamando la atención sobre la sustracción de órganos a practicantes de Falun Gong y uigures en China.
En 2016, el blog Disidente de Fundación Conmemorativa de las Víctimas del Comunismo hizo un esfuerzo por compilar rangos actualizados de estimaciones y concluyó que el rango general "abarca desde 42,870,000 a 161,990,000" muertos, con 100 millones la cifra más comúnmente citada. En abril de 2020, la organización anunció que agregaría a las víctimas globales de la pandemia COVID-19 a su número de muertos del comunismo, culpando al gobierno chino por el brote y todas las muertes causadas por él.

## Programas

### Monumento a las Víctimas del Comunismo
El monumento se dedicó el 12 de junio de 2007, el vigésimo aniversario del discurso de "Derriba este muro" de Ronald Reagan en Berlín. La inauguración de la estatua en Washington D. C. atrajo la atención de la prensa internacional.
La tierra fue un regalo del Servicio de Parques de los EE. UU. Y el costo restante, más de $ 1 millón, se recaudó de fuentes privadas. Esculpida por Thomas Marsh, es una réplica de bronce de 10 pies de la estatua de la Diosa de la Democracia de papier-mâché hecha por manifestantes estudiantiles por la democracia antes de la masacre de la Plaza de Tiananmen en 1989.

### Museo
La fundación tiene como objetivo construir un museo en Washington D. C. La fundación también está trabajando en un propuesto para un museo cerca del National Mall, y ha recibido una subvención de $ 1 millón para el museo del gobierno de Hungría. Los planes para el museo incluyen un espacio de exhibición, un auditorio, archivos y académicos residentes.

### Medalla de la Libertad Truman-Reagan
La Fundación presenta anualmente su "Medalla de la Libertad Truman-Reagan" en un evento que honra a los oponentes del comunismo y se ha utilizado para recaudar fondos para la construcción del monumento. Entre los destinatarios anteriores se incluyen Myroslav Marynovych, Chen Guangcheng, Tom Lantos, Papa Juan Pablo II, Vaclav Havel, Yang Jianli, Yelena Bonner,  William F. Buckley Jr, Richard Pipes, Guillermo Fariñas, Lane Kirkland, Armando Valladares, János Horváth, Lech Wałęsa, Anna Walentynowicz, Fundación Nacional para la Democracia y Henry "Scoop" Jackson.

### Proyectos
En 2015, la fundación lanzó una serie de videos biográficos llamada Witness Project, con entrevistas con testigos del comunismo. Otros proyectos incluyen seminarios nacionales para profesores de secundaria y para campus universitarios.

## Gente

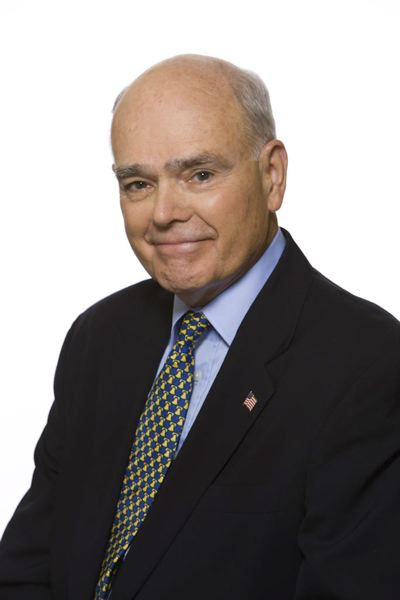
Presidente Lee Edwards

Su presidente es un académico conservador Lee Edwards, miembro fundador de Jóvenes estadounidenses por la libertad y miembro distinguido en el think tank conservador Fundación Heritage. Su presidente emérito fue Lev Dobriansky. El consejo asesor nacional incluye a Dennis DeConcini, Paul Hollander, John K. Singlaub, John Earl Haynes y George Weigel. Los miembros anteriores (fallecidos) incluyen a Robert Conquest, Richard Pipes, Rudolph Rummel y Jack Kemp.
El consejo asesor internacional incluye a Sali Berisha, Vladimir Bukovsky, Emil Constantinescu, Mart Laar, Vytautas Landsbergis, Guntis Ulmanis, Armando Valladares y  Lech Walesa. Los miembros anteriores incluyen a Yelena Bonner, Brian Crozier, Árpád Göncz y Václav Havel.
Jay K. Katzen fue el presidente de la Fundación desde junio de 2003 hasta su muerte en abril de 2020. El liderazgo actual que se muestra en su sitio web no incluye un presidente.

## Recepción
Según Kristen Ghodsee y Scott Sehon, la estimación de 100 millones favorecida por la organización es dudosa, ya que su fuente es la introducción a El libro negro del comunismo, de Stéphane Courtois, que ha suscitado elogios pero también críticas de los historiadores. Ghodsee y Sehon escriben que, aunque "discutir sobre las cifras es indecoroso. Lo que importa es que mucha, mucha gente fue asesinada por los regímenes comunistas". Ghodsee plantea que la fundación, junto con las organizaciones conservadoras y anticomunistas homólogas de Europa del Este, pretende institucionalizar la narrativa de las "víctimas del comunismo" como una teoría del doble genocidio, o la equivalencia moral entre el Holocausto nazi (asesinato racial) y los asesinados por los regímenes comunistas (asesinato de clase).

## Controversias
Muchos académicos, periodistas y activistas de izquierda han refutado la idea de que el comunismo como ideología sea nociva, ya que grupos como la Fundación Memorial Víctimas del comunismo lo compara con ideologías que son en sí mismo nocivas como puede ser el fascismo o el nazismo, y hacen una equivalencia directa entre las ideas del comunismo y los crímenes cometidos por algunos líderes comunistas como es el caso de Pol Pot.
También se argumenta que la Fundación Memorial Víctimas del comunismo ha sido financiada para promover desinformación sobre el socialismo o el comunismo por distintos grupos de poder y thinktanks como la Fundación Heritage.
Y se le señala de seguir promoviendo propaganda de la guerra fría como considerar víctimas del comunismo a nazis ejecutados en Alemania del Este, esconder cifras sobre los niveles de vida alcanzados en la Unión Soviética o menospreciar las críticas que se pueden hacer a otros modelos económoicos como es el capitalismo.